# Marele dodecahemidodecaedru
În geometrie marele dodecahemidodecaedru este un poliedru stelat uniform, cu indicele U70. Are 18 fețe (12 pentagrame și 6  decagrame), 60 de laturi și 30 de vârfuri. Un poliedru neconvex are fețe care se intersectează care nu reprezintă laturi sau fețe noi. Doar cele marcate cu sfere aurii sunt vârfuri, iar cele cu linii argintii sunt laturi.

Este un hemipoliedru cu 6 fețe decagramice care trec prin centrul poliedrului. Figura vârfului este un antiparalelogram.
În afară de micul dodecaedru stelat {5/2,5} regulat și marele dodecaedru stelat {5/2,3}, este singurul poliedru uniform neconvex ale cărui fețe sunt toate poligoane regulate neconvexe (poligoane stelate), și anume: pentagrame și decagrame.
Colorarea fețelor sale se poate face în două feluri, în funcție de ce se consideră interior, respectiv exterior al fețelor.
| Colorare tradițională | Colorare modulo-2 |

## Mărimi asociate

### Coordonate carteziene
Având în comun vârfurile cu icosidodecaedrul, coordonatele carteziene ale vârfurilor marelui dodecahemidodecaedru cu lungimea laturii 2, centrat în origine, sunt toate permutările ale:
{\displaystyle \left(\,0,\,0,\,\pm 2(\varphi -1)\,\right)}
și toate permutările pare ale:
{\displaystyle \left(\,\pm (2-\varphi ),\,\pm (\varphi -1),\,\pm 1,\right)}
unde {\displaystyle \varphi ={\frac {1+{\sqrt {5}}}{2}}} este secțiunea de aur.

### Raza sferei circumscrise
Pentru lungimea laturii egală cu a, raza sferei circumscrise este:
{\displaystyle R=\varphi ^{-1}\,a\approx 0,618034\,a.}

## Poliedre înrudite
Anvelopa sa convexă  este icosidodecaedrul. Are în comun aranjamentul laturilor cu marele icosidodecaedru (având fețele pentagramice în comun) și cu marele icosihemidodecaedru (având în comun fețele decagramice).

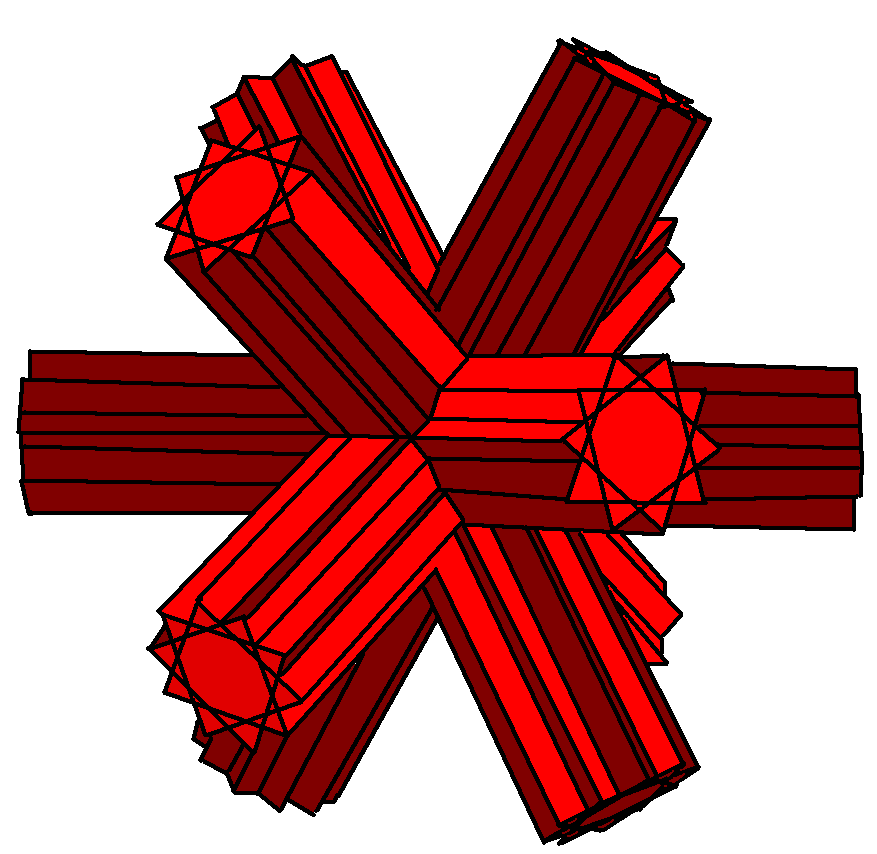
Dual: Marele dodecahemidodecacron

| Marele icosicosidodecaedru         | Marele dodecahemidodecaedru | Marele icosihemidodecaedru |
| Icosidodecaedru (anvelopa convexă) |                             |                            |

### Poliedru dual
Dualul său este marele dodecahemidodecacron.